# Валерий Поркуян
Валерий Поркуян (на украински: Валерій Поркуян; на руски: Валерий Поркуян) е съветски футболист и треньор. Почетен майстор на спорта на СССР (1991).

## Кариера
Поркуян започва кариерата си в Звезда Кировоград. След три успешни сезона, той е забелязан от бивш играч от Черноморец Одеса, а след това от помощник-треньора Матвий Черкаски, който му помага да осъществи трансфера си от съветската Втора лига в отбора от Топ Лигата Черноморец. Формата му привлича вниманието на много топ клубове, сред които Спартак Москва и ФК Днипро, но в крайна сметка е привлечен в Динамо Киев. В първия си сезон, когато той вкарва 7 гола, като е повикан в националния отбор на СССР за световната купа през 1966 г. Поркуян печели три титли с Динамо Киев (през 1966, 1967 и 1968 г.), както и Съветската купа през 1966 г. Но въпреки тези триумфи, той не успява да си осигури място в много конкурентен отбор по онова време. През 1970 г. се връща в Одеса. Има 2 стабилни сезона, въпреки това отбора изпада в Съветската първа лига. През 1972 г. той е поканен да се премести в Днипро, където треньор е бившия му съотборник Валери Лобановски. Поркуян прекарва 4 годин там. Оттегля се от футбола през 1976 г.

### Национален отбор
Поркуян има 8 мача и вкарва 4 гола за националния отбор на СССР. Той отбелязва четирите си гола в първите си 3 международни мача по време на Световното първенство по футбол през 1966 г. Повикан е и за Световното първенство през 1970 г., но не играе никакви мачове. Той е единственият играч на ФК Черноморец Одеса, който е включван в състава за Световната купа.

## Отличия

### Отборни
Динамо Киев
- Съветска Висша лига: 1966, 1967, 1968
- Купа на СССР по футбол: 1966

## Хумор
Самият футболист е споменат в един анекдот:
| “ | Попитали Радио Ереван: Какво е необходимо на Арарат да спечели шампионата на СССР? - Мунтян, Поркуян и още девет киевчани. | ” |

В същото време радиото подчертава, че не познава никакви роднини, живеещи в Армения.